# Viganella
Viganella é uma comuna italiana da região do Piemonte, província do Verbano Cusio Ossola, com cerca de 204 habitantes. Estende-se por uma área de 13 km², tendo uma densidade populacional de 16 hab/km². Faz fronteira com Antrona Schieranco, Calasca-Castiglione, Montescheno, Seppiana.

## Projeto Espelho
Ultimamente este vilarejo ganhou destaque na mídia internacional por conta do "projeto espelho". A localização geográfica desta pequena vila faz com que o sol não projete sua luz sobre ela durante inverno entre os meses de novembro até fevereiro.
No ano de 1999 o prefeito da cidade fez uma aposta com um arquiteto sobre a possibilidade da colocação de um espelho gigante, com 8 metros de largura e 5 metros de altura, em uma montanha próxima, fazendo com que a luz do sol fosse refletida pelo espelho e projetada sobre a praça central da cidade.
Em janeiro de 2007 o espelho foi inaugurado. O projeto custou algo perto de 100.000 euros e está sendo um grande sucesso, fazendo com que o moradores mais antigos considerem isto um verdadeiro milagre. Os idealizadores do projeto foram PierFranco Midali ( prefeito ) e Giacomo Bonzani ( arquiteto ).

## Demografia
| Variação demográfica do município entre 1861 e 2011                               |
|                                                                                   |
| Fonte: Istituto Nazionale di Statistica (ISTAT) - Elaboração gráfica da Wikipedia |